# Quatrième réforme de l'État belge

La scission de la province du Brabant le 1 janvier 1995, fut l'une des conséquences de la quatrième réforme de l’État.

La quatrième réforme de l'État belge est le quatrième volet d'une série de réformes de l’État lancées en Belgique à la fin des années 1960, avec, pour toile de fond, la naissance du fédéralisme belge pour tenter d’apporter une solution aux tensions communautaires dans le Royaume, entrainant la fin de l'état-nation unitaire et la transition vers un état fédéral.
Ce quatrième opus entre en vigueur entre l'année 1992 et 1994 lors du mandat du Gouvernement Dehaene I. Il proclame officiellement et décrit le caractère fédéral de la Belgique dans la constitution belge en révisant celle-ci. 
Il opère également la scission de la province de Brabant, qui entre en vigueur lieu le 1er janvier 1995 et qui fait passer le nombre de provinces de neuf à dix, avec la création, de part et d'autre de la frontière linguistique, de la province du Brabant flamand au nord et de la province du Brabant wallon au sud.

## Contexte
La troisième réforme de l'État belge avait conduit la Belgique sur la voie du fédéralisme, sans toutefois pousser ce processus jusqu'à sa proclamation. 
L'accord de la Saint-Michel est conclu en ce sens le 28 septembre 1992 et organise une nouvelle révision constitutionnelle qui débute par l'article premier de la Constitution belge, disposant que : « La Belgique est un État fédéral qui se compose des communautés et des régions ». En outre, la révision constitutionnelle s'accompagne d'une renumérotation de tous les articles du texte. Cette nouvelle version est promulguée le 17 février 1994.

## Contenu

### Communautés
Lors de la quatrième réforme de l'État, les entités fédérées (communautés sont dotées de compétences supplémentaires, notamment en matière de relations internationales. La région wallonne peut transférer l'exercice de certaines de ses compétences à la communauté germanophone, afin que celle-ci les exerce dans la région de langue allemande de Belgique.
Les communautés française et flamande ainsi que la région wallonne se voient doter de l'autonomie constitutive. Les règles organisant la composition de leurs organes sont revues. Dorénavant, les membres de toutes les assemblées parlementaires des communautés et des régions seront élus directement, à l'exception de ceux du conseil (assemblée parlementaire) de la communauté française, qui réunira les 75 députés régionaux wallons et 19 députés régionaux bruxellois francophones. Quant au conseil flamand, il réunira 118 membres élus directement en région flamande et les 6 premiers élus du groupe linguistique néerlandais du conseil de la région de Bruxelles-Capitale. La composition de l'assemblée régionale bruxelloise et celle du conseil de la communauté germanophone demeurent inchangées : les 75 membres de la première et les 25 membres du second sont élus au suffrage direct depuis, respectivement, 1989 et 1974. 
La durée du mandat des parlementaires des entités fédérées est fixée à cinq ans, sans possibilité de dissolution anticipée (laquelle subsiste au niveau fédéral).
Au niveau francophone, la Communauté française transfère l'exercice de certaines compétences à la région wallonne et à la commission communautaire française (COCOF) afin de soulager quelque peu ses finances, qui sont en grande difficulté depuis que la troisième réforme de l'État belge a opéré la communautarisation de l'enseignement mais a doté la Communauté française de moyens budgétaires insuffisants. Ces compétences concernent essentiellement des matières personnalisables (une partie de la politique de santé, une partie de la politique familiale, la politique d'aide sociale, la politique d'accueil et d'intégration des immigrés, la politique des handicapés et la politique du troisième âge), quelques matières culturelles (les infrastructures sportives, le tourisme et la promotion sociale) et quelques éléments secondaires de la politique d'enseignement (le transport scolaire et la gestion, avec la Communauté française, de six sociétés d'administration des bâtiments scolaires).

### Fédéral
- La quatrième réforme de l’État remanie le bicaméralisme en réduisant les compétences du Sénat : la Chambre devient la seule assemblée exerçant le contrôle politique et voit le nombre de députés ramené de 212 à 150,. Le nombre de sénateurs est ramené de 184 à 71, dont seuls 40 sont élus directement.
- Les députés ne peuvent plus cumuler leur poste avec celui de député régional ou communautaire ou avec celui de ministre fédéral. Le rôle de la Chambre des représentants est renforcé face à celui du Sénat
- Les héritiers majeurs du Roi des belges sont sénateurs de droit. Le nombre de ministres fédéraux est désormais limité à 15.

### Régions
- La quatrième réforme de l’État fait dépendre les provinces de Belgique des régions et non plus de l’État fédéral. En conséquence de quoi il fut décidé que la province du Brabant soit scindée, le 1er janvier 1995 en deux nouvelles provinces, l'une francophone et l'autre néerlandophone (mais avec des facilités linguistiques dans certaines communes autour de Bruxelles), le long de la frontière linguistique : au nord la province du Brabant flamand et au sud la province du Brabant wallon. Cela porta alors le nombre de provinces du Royaume de neuf à dix.
- Les dix-neuf communes de la région de Bruxelles-Capitale furent « extraprovincialisées ».

Les régions reçoivent de nouvelles compétences dont l'agriculture, le commerce extérieur, la gestion des intercommunales, le pouvoir de signer des traités internationaux. Les communautés peuvent désormais transférer l'exercice de leurs compétences aux régions.

## Caractéristiques
La quatrième réforme de l'État est opérée au moyen de trois révisions de la Constitution (30 décembre 1992, 5 mai 1993 et 9 décembre 1993), complétées par quatre lois (deux spéciales et deux ordinaires) des 5 mai et 16 juillet 1993.

### Lois spéciales et ordinaires
- La loi spéciale et loi ordinaire du 5 mai 1993 sur les relations internationales des Communautés et des Régions[2].
- La loi spéciale et loi ordinaire du 16 juillet 1993 visant à achever la structure fédérale de l'État[3].

### Révision de la Constitution
Le premier gouvernement de Jean-Luc Dehaene, une coalition quadripartite entre sociaux-chrétiens et socialistes, met en œuvre la sixième série de révisions de la Constitution de la Belgique, s'occupant presque exclusivement des tensions entre communautés. Parmi les articles révisés, l'on trouve :
- L'article premier est révisé, proclamant officiellement que la Belgique est devenue un État fédéral
- L'article 23
- L'Article 24 ter, devenu l'article 32
- L'Article 24 quater, devenu l'article 22.
- L'article 25 ter, devenu article 35, attribue les compétences résiduaires aux communautés et régions mais n'est pas mis en œuvre.
- L'Article 99 est revu et dispoque, dans son premier alinéa, que le nombre de ministres du gouvernement fédéral est désormais limité à quinze au maximum (ancien Article 65 alinéa 2).
- L'article 107 ter, devenu 134 impose l'obligation de loyauté fédérale.
- L'Article 68 § 7, devenu article 169, dispose que l'autorité fédérale peut désormais se substituer temporairement aux communautés et aux régions si elles ne respectent pas les obligations internationales ou supranationales de la Belgique.

À la suite de la série de réformes de l'État, les ajouts d'articles, nombreuses révisions, etc., la lisibilité du texte constitutionnel s'est gravement détériorée. Afin de rendre la lecture de la Constitution plus aisée, une renumérotation des articles, une nouvelle subdivision et une adaptation du langage utilisé sont opérées le 17 février 1994.

## Conséquences

### Scission de la province du Brabant
La quatrième réforme de l'État opère la scission de la province de Brabant (qui entre en vigueur le 1er janvier 1995) en une province du Brabant wallon (dont le chef-lieu est Wavre) et une province du Brabant flamand (dont le chef-lieu est Louvain). La région de Bruxelles-Capitale n'appartient désormais plus à aucune province et, sur le territoire des 19 communes concernées, les compétences de la province de Brabant sont désormais exercées par les institutions régionales bruxelloises et les Commissions communautaires.